# Poder tributario
El poder tributario es el principal objeto de estudio del Derecho Tributario en el entendido de ser el punto de origen de los tributos. Modernamente se comprende como la competencia normativa que generalmente reside en el Poder Legislativo del Estado y cuya principal finalidad es la de determinar la forma de creación, modificación y extinción de los tributos, género que se ubica en los ingresos corrientes del presupuesto público.
Su origen es doctrinal, en cabeza del gran jurista alemán Otto Mayer, primero en utilizar esta expresión a comienzos del siglo XX para referirse a la manifestación del poder público sobre el sujeto para satisfacer las necesidades del Estado, a través de la legislación, dándole gran preponderancia al principio de representación, e insistiendo en el carácter formal de la imposición, que no puede ser distinta a una regla de derecho con ánimo de permanencia. Su propuesta de denominación es acogida por gran parte de la doctrina tanto continental europea como latinoamericana entre los cuales se pueden encontrar a Hansel, Jarach, Sainz de Bujanda, Cortes Domínguez, Vicente Arche, Fonrouge, Plazas Vega, Quiñones Cruz, Bravo Gonzáles, Álvarez Rodríguez  y el seminario de Derecho Financiero de la Universidad de Madrid.
Según el maestro alemán el Poder Tributario es "...la fuerza pública dirigida hacia las rentas. Sólo damos al poder público el nombre de poder tributario cuando actúa sobre el sujeto para satisfacer las necesidades del Estado, espontáneamente y con independencia de toda relación especial. Se exterioriza por medio de manifestaciones estrictamente unilaterales (la legislación). El poder tributario es el poder público que actúa en interés de las rentas del Estado...". La relación entre el particular y el Estado sostiene, se trata de una relación que tiene por base la desigualdad. Por parte del Estado existe el poder público, y este poder es la facultad de imponer su voluntad, en oposición a los poderes del particular en el derecho privado.